# Backomyia seminoensis
Backomyia seminoensis là một loài ruồi trong họ Asilidae. Backomyia seminoensis được Lavigne miêu tả năm 1971. Loài này phân bố ở vùng Tân Bắc giới.